# Egerländer Kulturpreis „Johannes-von-Tepl“
Der Egerländer Kulturpreis „Johannes-von-Tepl“ wird seit 1995 jährlich verliehen. Gewürdigt werden lebende Personen, die sich durch herausragende Leistungen auf den Gebieten Literatur, Wissenschaft, Musik, bildende Kunst, Volkstumsarbeit, Architektur oder darstellende und ausübende Kunst um das Egerland und die Egerländer verdient gemacht haben. Der Hauptpreis ist mit 2500 Euro dotiert, die Förderpreise normalerweise mit je 500 Euro.

## Stiftung und Benennung
Der Preis ist benannt nach dem aus dem Egerland stammenden Johannes von Tepl, dessen um das Jahr 1400 geschriebenes Werk „Der Ackermann aus Böhmen“ die älteste Prosadichtung der neuhochdeutschen Literatur ist und als eines der bedeutenden Werke des Frühneuhochdeutschen gilt. Gestiftet wurde der Preis vom Bund der Egerländer Gemeinden e.V. (BdEG), dem Arbeitskreis Egerländer Kulturschaffender e.V. (AEK) und dem Landschaftsrat Egerland. 

## Förderpreis
Seit 1997 werden außerdem Förderpreise verliehen. Der Johannes-von-Tepl-Preis besteht seitdem aus einem Hauptpreis und einem oder mehreren Förderpreisen. Letztere werden an Gruppen oder Einzelpersonen verliehen, die nicht älter als 35 Jahre sind. Die Preisgelder der Förderpreise werden durch Zustiftungen finanziert und hängen von entsprechenden Spenden ab.

## Vorschlagsrecht, Jury
Vorschläge für die Preisträger können von den Mitgliedern der drei Institutionen Bund der Egerländer Gemeinden, Arbeitskreis Egerländer Kulturschaffender und Landschaftsrat Egerland eingereicht werden. Eine unabhängige Jury aus Vertretern dieser drei Institutionen sowie einem Vertreter der freien Spender wählt die Preisträger aus.

## Träger des Hauptpreises (Auswahl)
- 1995: Wolf-Dieter Hamperl, Mediziner und Publizist
- 1996: Hermann Braun, Volkskundler
- 1999: Seff Heil, Heimatforscher und Autor
- 2000: Lorenz Schreiner, Mediziner und Publizist
- 2001: Hans Heimrath, Pädagoge, Lehrbuchautor und -gutachter
- 2004: Helmut Helmessen, Maler und Zeichner
- 2005: Hermine „Mimi“ Herold, Sängerin[1]
- 2007: Gertrud Fussenegger, Schriftstellerin
- 2008: Hans-Achaz Freiherr von Lindenfels, Jurist und Kommunalpolitiker
- 2009: Trautl Irgang, Schriftstellerin und Mundartdichterin
- 2010: Helmut Preußler, Verleger[2]
- 2013: Armin Rosin, Musikwissenschaftler, Dirigent und Musiker
- 2017: Wilfried Heller, Geograph und Migrationsforscher[3]